# 김용담
김용담(金龍潭, 1947년 ~ )은 대한민국의 대법관을 지낸 법조인이다. 본관은 연안.

## 생애
서울고등학교와와 서울대학교 법과대학을 졸업하고 제11회 사법시험에 합격하여 1972년 춘천지방법원 판사로 근무를 시작하였다. 이후 대법원 재판연구관, 광주고등법원장으로 일하였다.

## 박정희 정권 시절
그는 1980년에 영등포지원에서 손지열 판사(현 변호사), 황우여 판사(현 국회의원)와  함께 근무했을 때 "유신시대를 거치면서 법원이 독재정치를 돕고 사법 본연의 역할을 다하지 못했다."라며 이회창 당시 영등포지원장을 찾아가 전국 판사를 대상으로 연판장을 돌리기로 합의하고 이회창 판사가 그 수장을 맡기로 하였으나 며칠 뒤 5·18 광주민중항쟁이 터지면서 역사에 묻혀버리고 말았다고 회고록에 기술하였다.

## 대법관 임명 후 법원행정처장 근무
2003년 대법관 제청 자문회의에서 김 대법관 등 3명이 대법관 후보로 제시되자 강금실 법무부 장관 등이 중도 퇴장하는 일이 있었다. 이 회의에서 김용담은 대법관 제청 후보자로 선정되었고, 대법원장의 제청을 거쳐 2003년 9월 대법관으로 임명되어 2009년 9월까지 재직하였으며, 2008년 1월부터 2009년 8월까지는 법원행정처장으로 재직했다. 법원행정처장으로 재직시에 신영철 대법관의 재판 관여 논란이 불거지자 잇달아 열린 전국 법원에서 판사 회의에 법원행정처장으로 ‘소방수’ 역할을 하였다.